# Santa Maria ad Busta Gallica
Santa Maria ad Busta Gallica, även benämnd Santa Maria in Cambiatoribus och Santa Maria in Candiatore, var en kyrkobyggnad i Rom, helgad åt Jungfru Maria. Kyrkan var belägen i närheten av Colosseum i Rione Monti.

## Kyrkans historia
Denna kyrka var belägen vid ”Busta Gallica” på Esquilinens sluttning mot Colosseum. Tillnamnet ”Busta Gallica” syftar på den plats i Rom där den romerske fältherren Camillus lät bränna (bustum, ”likbränningsplats”) de fallna gallerna efter återtagandet av Rom år 390 f.Kr.
Kyrkan förekommer i Catalogo di Cencio Camerario, en förteckning över Roms kyrkor sammanställd av Cencio Savelli år 1192 och bär där namnet sce. Marie in Cambiatoribus samt i Il catalogo Parigino (cirka 1230) som s. Maria in Camatoris, i Il catalogo di Torino (cirka 1320) som Ecclesia sancte Marie in Cambiatoribus och i Il catalogo del Signorili (cirka 1425) som sce. Marie de Cubiatoribus.
Kyrkan Santa Maria ad Busta Gallica revs under 1500-talets senare hälft; den saknas på Antonio Tempestas karta över Rom från 1593.

## Bilder

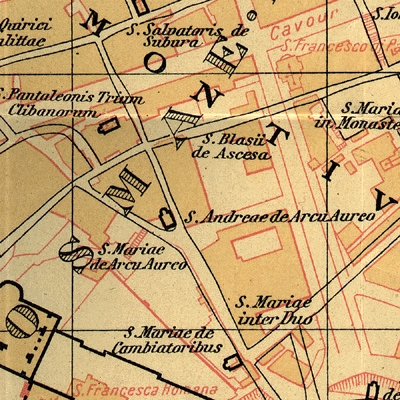
Santa Maria ad Busta Gallica (här benämnd S. Mariae de Cambiatoribus, i bildens nederkant) på Christian Hülsens karta över det medeltida Rom från 1927.